# Franz Xaver Ölzant

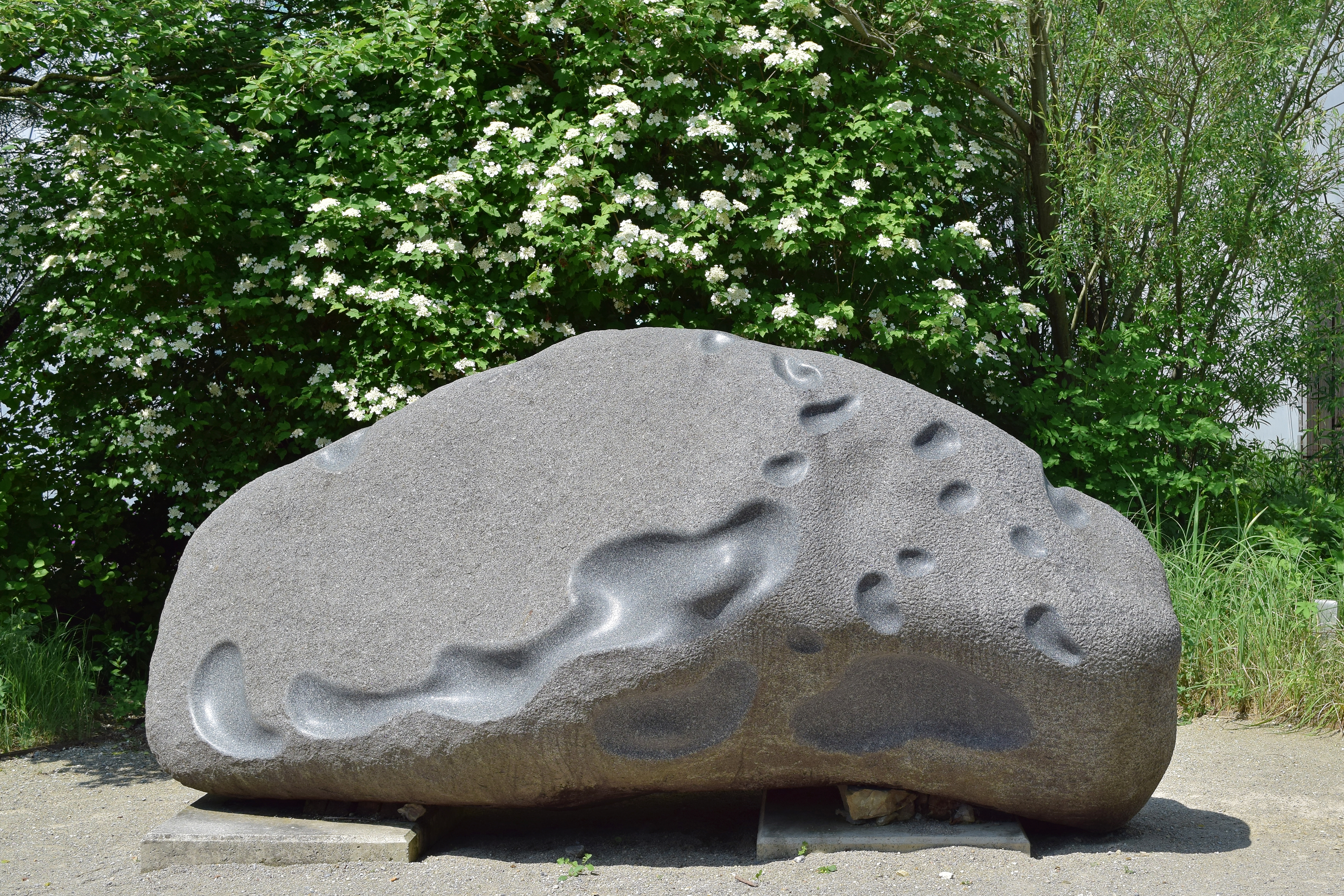
Lyrischer Stein, 1987

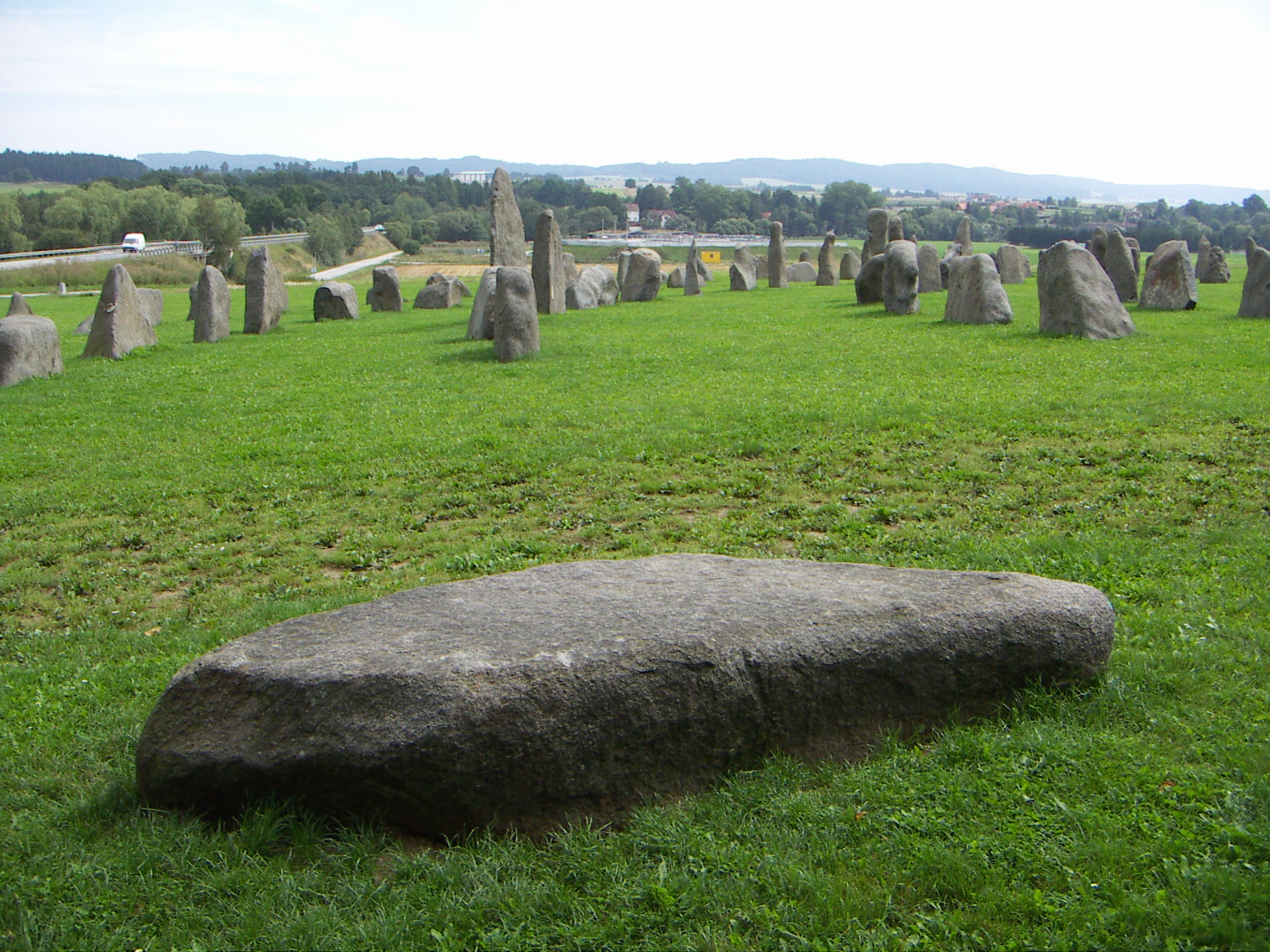
Basilika, 1994

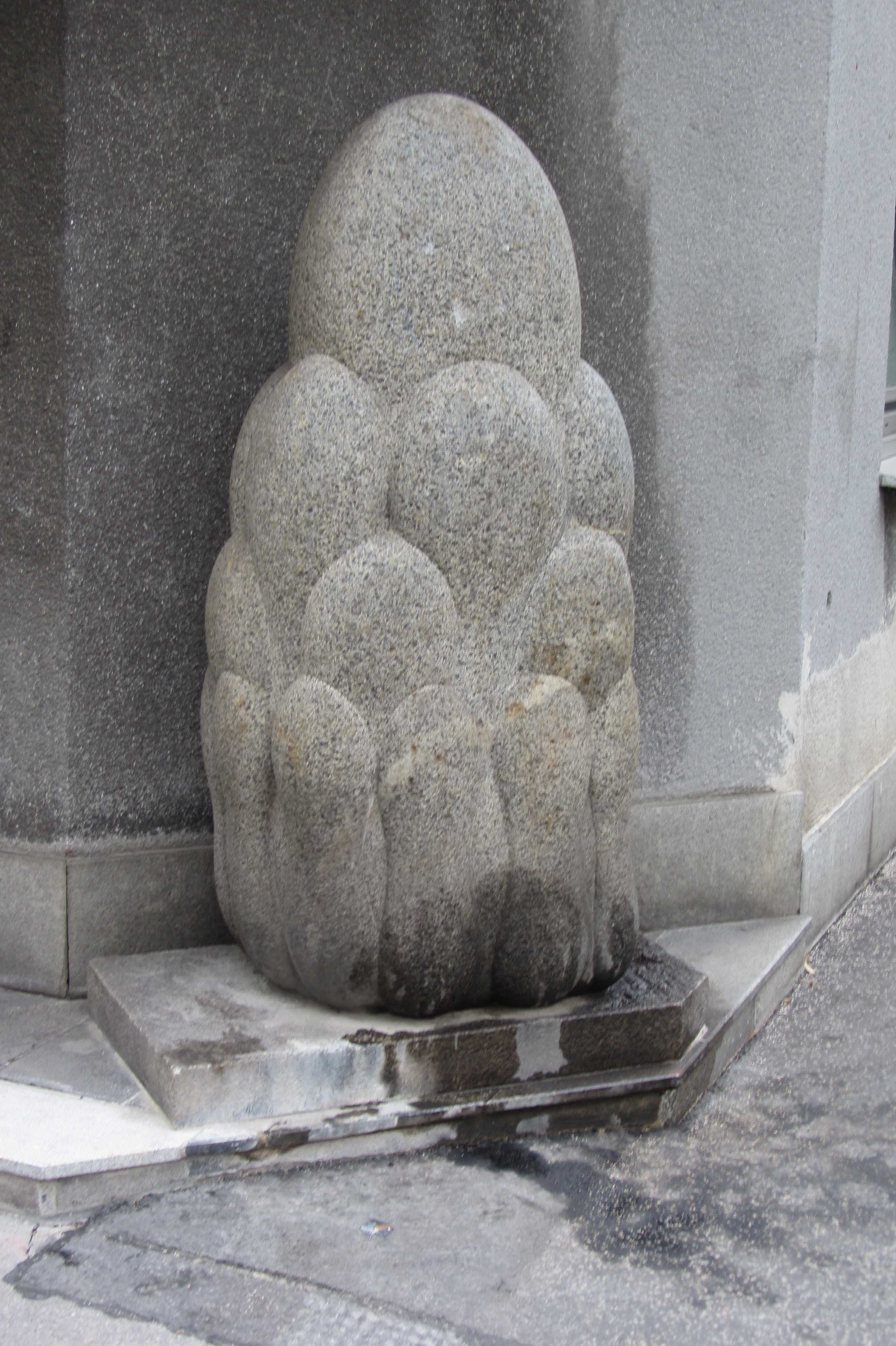
Ohne Titel, etwa 1982

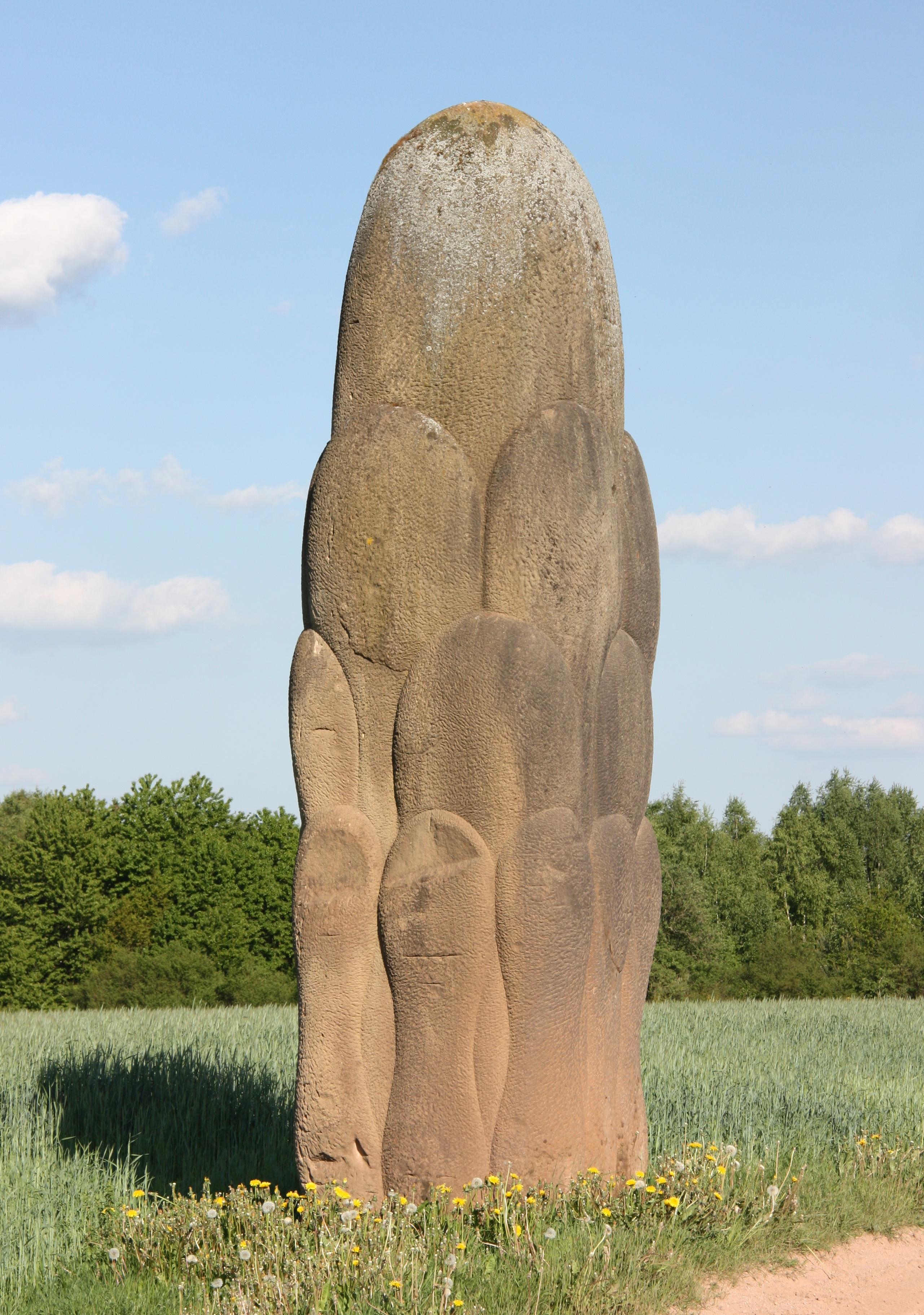
Wolkenstein, 1979

Franz Xaver Ölzant (* 1934 in Oberzeiring, Steiermark) ist ein österreichischer Bildhauer. Er lebt und arbeitet in Pfaffenschlag bei Waidhofen an der Thaya.

## Leben
Ölzant studierte von 1955 bis 1958 an der Hochschule für angewandte Kunst Wien. Im Sommer 1969 besuchte er das Bildhauersymposion St. Margarethen im Burgenland. Von 1978 bis 1982 besuchte er die Akademie der bildenden Künste Wien, wo er auch von 1986 bis 2001 eine Professur innehatte. 

## Werke
- 1957 Reliefs Christus Pantokrator flankiert von zwei Engeln über den drei Portalen der Vorhalle der Pfarrkirche Baden-St. Christoph
- 1979 Wolkenstein, Straße der Skulpturen (St. Wendel)
- ~ 1982 Plastik Ohne Titel, Skulptur aus Granit mit Sandsteinsockel, Kunst am Bau in Wien
- 1987 Lyrischer Stein im Museumsgarten des Museum Niederösterreich, St. Pölten
- 1994 Basilika, 97 Dioritfindlinge, in Waidhofen an der Thaya
- Trauernde beim Kriegerdenkmal in Pusterwald in der Steiermark
- 1998 Altar der Neuen Pfarrkirche Kirchham in Oberösterreich

## Auszeichnungen
- 1980: Preis der Stadt Wien für Bildhauerei
- 1989: Würdigungspreis des Landes Steiermark für bildende Kunst[1]
- 2005: Niederösterreichischer Kulturpreis (Würdigungspreis)[2]